# Hellsing (anime)
"Hellsing" je japanska anime horor serija emitirana 2001. čija se radnja vrti oko tajne organizacije iz naslova koja se bori protiv vampira. Serija je snimljena po istoimenoj mangi te se 2006. pojavila nova verzija, "Hellsing OVA", koja je mnogo vjernija originalnoj mangi.

## Ekipa
Režija: Yasunori Urata
Glasovi: Fumiko Orikasa (Seras Victoria), Joji Nakata (Alucard), Yoshiko Sakakibara (Integra Helsing), Takumi Yamazaki (Incognito), Nachi Nozawa (Alexander Anderson) i drugi.

## Radnja
London. Seras Victoria je mlada, plavokosa policajka i članica posebne jedinice D11, koja jedne noći u jednoj akciji biva svjedokom napada vampira na njenu patrolu. Kao jedina preživjela, Seras biva u crkvi uzeta kao taokinja od vampira dok se nije poavio Alucard, dobri vampir, koji radi za ljude. S obzirom na to da bi ju vampir ionako ubio, Alucard upita Seras bi li htjela umrijeti ili živjeti, na što ona odgovori da bi htjela živjeti. Na to je Alucard upucao i uništio vampira kroz prsni koš od Seras. Ona je pala na pod, ali ju je Alucard ugrizao i pretvorio u vampira te uključio u svoju organizaciju, Hellsing, koju predvodi gđica Integra Hellsing. S vremenom se otkriva da novi vampiri nisu pravi vampiri, nego tzv. "Freaks", zombiji stvoreni umjetno od kompjuterskih čipova. Među borcima protiv nemrtvih uključuje se i Alexander Anderson, član Vatikanske katoličke tajne organizacije Iskariot, konkurentske protestantske organizacije Hellsingu, a jedan od najopasnijih protivnika je Incognito. Uz to, Seras se treba priviknuti da živi kao vampir i pije krv.

## Popis epizoda
- Order 01: The Undead
- Order 02: Club M
- Order 03: Sword Dancer
- Order 04: Innocent as a Human
- Order 05: Brotherhood
- Order 06: Dead Zone
- Order 07: Duel
- Order 08: Kill House
- Order 09: Red Rose Vertigo
- Order 10: Master of Monster
- Order 11: Transcend Force
- Order 12: Totally Destruction
- Order 13: Hellfire

## Zanimljivosti
- Ime junaka, Alucard, pročitano naopačke glasi Dracula.
- Još uvijek vlada debata o tome kako bi se u engleskoj verziji trebala zvati junakinja; Seras, Selas ili Celes.

## Kritike
Kritičar Kain na siteu Animeacademy.com u svojoj je recenziji napisao: "Svatko može napraviti priču o vampirima. Na kraju krajeva, toliko puno ljudi već je. Čak i priča o vampiru koji lovi vampire je obrađena nekoliko puta. A opet, ipak mi se činilo da je "Hellsing" jako originalan, praveći ovaj anime dostojnim dodatkom u svakoj kolekciji vampira. Volite vampirske priče sa puno gotskog stila i jazz i rock glazbe? Ne morate dalje tražiti...No, izuzev atmosfere koja je pravi užitak za oko i uho, postoje i rupe u priči koje su toliko velike da bi kroz njih mogao pasti kamion. To je stoga što su neki likovi, organizacije i mjesta predstavljeni samo s pola srca...Za bilo koji drugi prosječan anime, meni bi ionako bilo svejedno, no "Hellsing" je pre cool da ne bi bio dublji nego što zapravo jest".
Kritičar Jason Bustard iz Themanime.org je napisao: "Kao prvo, ovo je mračan, mračan show. Nema šašavih ljubavnih trokuta, harema, čarobnih djevojaka ili čudnih specijalnih efekata sa smiješnim imenima. Ovo je serija o vampirima...Ovo definitivno nije anime za nježne ili konzervativne. A onda opet, serija o vampirima koja bi bila napravljena na suprotan način bi bila-Buffy. Kako je netko izjavio; "Hellsing je sve što je Night Walker trebao biti", i mislim da ga to dobro opisuje".

## Vanjske poveznice
- Imdb.com
- Animeacademy.com
- THEManime.org
- Hellsing Manga online za čitati